# 1919 en cyclisme
 (mai 2020).
Si vous disposez d'ouvrages ou d'articles de référence ou si vous connaissez des sites web de qualité traitant du thème abordé ici, merci de compléter l'article en donnant les références utiles à sa vérifiabilité et en les liant à la section « Notes et références ».
| Années du cyclisme : 1916 - 1917 - 1918 - 1919 - 1920 - 1921 - 1922    |
| Décennies du cyclisme : 1880 - 1890 - 1900 - 1910 - 1920 - 1930 - 1940 |

Les faits marquants de l'année 1919 en cyclisme.

## Par mois

### Mars
- 23 mars : le Tour des Flandres est remporté par le Belge Henri Van Lerberghe.

### Avril
- 6 avril : l'Italien Angelo Gremo gagne le Milan-San Remo. Le championnat d'Italie sur route à partir de cette année se dispute aux points sur plusieurs épreuves. C'est la première manche.
- 13 avril : 2e manche du championnat d'Italie sur route, l'Italien Costante Girardengo gagne Milan-Turin pour la troisième fois.
- 20 avril : le Français Henri Pélissier remporte Paris-Roubaix.
- 28 avril-11 mai : Circuit des Champs de Bataille, course de sept étapes, remportée par le Belge Charles Deruyter.

### Mai
- 4 mai : 3e manche du championnat d'Italie sur route, l'italien Costante Girardengo gagne le Tour du Piémont.
- 5 mai : le Suisse Henri Suter gagne le Championnat de Zurich.
- 18 mai : le Français Henri Pélissier gagne Bordeaux-Paris.
- 21 mai : départ du septième Tour d'Italie.

### Juin
- 5 juin : le Belge Alexis Michiels gagne Paris-Bruxelles.
- 7 juin : le Belge Emile Masson gagne le Tour de Belgique.
- 8 juin : le Belge Hector Thiberghien gagne Paris-Tours.
- 8 juin : l'Italien Costante Girardengo gagne le Tour d'Italie.
- 9 juin : l'Espagnol Jaime Janer devient champion d'Espagne sur route.
- 9 juin : 11 ans après son premier titre le Suisse Henri Rheinwald est champion de Suisse pour la troisième fois.
- 22 juin : l'Italien Pietro Bestetti gagne la première édition des Trois vallées varésines.
- 29 juin : départ du Tour de France. 68 partants en manque de condition physique vont tenter de vaincre les routes qui n'ont pas été entretenues à cause de la guerre ou défoncées à cause des combats. Le Belge Philippe Thys souffre dans la première étape Paris-Le Havre. Son compatriote Jean Rossius lui passe un bidon et reçoit une pénalisation de 30 minutes pour cela. Les crevaisons sont nombreuses et Thys abandonne, Jean Rossius libre de ses mouvements gagne l'étape mais ne prend pas la tête du classement général à cause de sa pénalisation. Le Français Henri Pélissier devient leader pour 55 secondes devant le Belge Joseph Van Daele et de 4 minutes 46 secondes sur le Français Eugène Christophe. Le Français Francis Pélissier a brisé une roue au moment du départ. Il doit réparer et rallie Le Havre avant la fermeture du contrôle. Il n'y a que 47 coureurs encore en course le soir de la 1re étape.

### Juillet
- 1er juillet : Les routes du Tour de France non entretenues sont couvertes de nombreux silex, Le Belge Léon Scieur (qui termine l'étape 19e à 2 heures 30 minutes) perce ses 8 boyaux. il doit entrer dans un magasin pour acheter du matériel pour réparer tout seul, mais le soir Henri Desgranges le directeur du Tour de France reçoit un rapport qui l'informe que Scieur a reçu une aide non autorisée. En effet la vendeuse lui a donné du fil et une aiguille et de plus insiste le rapport, la vendeuse a elle-même enfilé le fil dans l'aiguille. Mais pour une fois Desgranges fait acte de clémence. La 2e étape Le Havre-Cherbourg est remportée par Henri Pélissier devant son frère Francis, ses compatriotes Honoré Barthélémy 3e et Jean Alavoine 4e sont à 3 minutes 47 secondes. Le Français Eugène Christophe termine 7e à 15 minutes 4 secondes et le Belge Joseph Van Daele termine 16e à 1 heure 39 minutes. Henri Pélissier garde la tête du classement général, le second son compatriote Eugène Christophe est à 19 minutes et 52 secondes, le 3e est le Belge Jean Rossius à 33 minutes 25 secondes.
- 3 juillet : Le Français Francis Pélissier gagne la 3e étape du Tour de France Cherbourg-Brest, son frère Henri qui aurait pu lui contester le gain de l'étape. Le Français Jean Alavoine 3e à 3 minutes 19 secondes remporte le sprint d'un groupe où figure son compatriote Eugène Christophe 7e. Le Belge Jean Rossius abandonne car il casse sa fourche, ne sachant pas la réparer, le Tour est fini pour lui. Henri Pélissier caracole à la première place du général avec 23 minutes et 10 secondes sur son compatriote Eugène Christophe et 39 minutes 1 seconde sur le Belge Emile Masson. Il se permet de fanfaronner en disant qu'il est un pur-sang et ses adversaires des chevaux de tombereaux.
- 5 juillet : 4e étape du Tour de France Brest-Les Sables d'Olonne, Henri Pélissier perd la place de leader du Tour de France. Vexés des déclarations de Pélissier, ses adversaires ont profité de ce que ce dernier s'arrête sur le bord de la route pour partir en trombe et le lâcher. À l'arrivée, le Français Jean Alavoine gagne l'étape au sprint devant ses 5 compagnons d'échappée dans lesquels figure son compatriote Eugène Christophe qui prend la tête du classement général avec 11 minutes 42 secondes d'avance sur Henri Pélissier (10e de l'étape qui a perdu 34 minutes et 42 secondes) et avec 15 minutes et 51 secondes d'avance sur le Belge Emile Masson 3e. Henri Pélissier a voulu protester en disant que l'entraide entre coureurs est interdite et que tous les coureurs se sont entendus contre lui. Henri Desgranges lui a répondu que Pélissier était un grand coureur avec un petit cerveau. En représailles, les frères Pélissier abandonnent l'épreuve.
- 7 juillet : le Français Jean Alavoine gagne la 5e étape du Tour de France Les Sables d'Olonne-Bayonne au sprint devant ses 7 compagnons d'échappé parmi lesquels le Leader Français Eugène Christophe. Au classement général : 1er Christophe, 2e le Belge Émile Masson à 15 minutes 51 secondes, 3e le Belge Firmin Lambot à 49 minutes 59 secondes.
- 9 juillet : dans les cols des Pyrénées (l'Aubisque, Tourmalet, Aspin et Peyresourde) de la 6e étape du Tour de France Bayonne-Luchon, le Français Honoré Barthélémy s'impose en devançant le Belge Firmin Lambot de 18 minutes et 37 secondes, le Français Jean Alavoine de 33 minutes et 37 secondes et le Français Eugène Christophe de 38 minutes et 3 secondes. Ce dernier conserve sa place de leader, il prend même du temps au Belge Emile Masson, second au classement général à 29 minutes et 14 secondes. Lambot est 3e à 30 minutes et 23 secondes, Alavoine est 4e à 47 minutes et 34 secondes derrière le 5e le Belge Léon Scieur est à 2 heures 31 minutes et 53 secondes et ne semble plus être en mesure de gagner le Tour de France.
- 11 juillet : après l'ascension des cols du Portet-d 'Aspet, de Port et du Puymorens le Français Jean Alavoine gagne la 7e étape du Tour de France Luchon-Perpignan au sprint devant son compatriote Eugène Christophe et le Belge Firmin Lambot. Seuls 14 rescapés terminent l'étape, mais après l'abandon du Belge Emile Masson, arrivé avec 24 minutes et 35 secondes de retard à Perpignan, ils ne sont plus que 13 en course. Christophe reste leader devant Lambot pour 30 minutes et 23 secondes. Alavoine est 3e à 47 minutes 34 secondes.
- 13 juillet : le Français Jean Alavoine gagne la 8e étape du Tour de France Perpignan-Marseille dans un sprint à 6. Au classement Général pas de changement le leader Français Eugène Christophe faisant partie des 6 sprinteurs à l'arrivée en compagnie du Belge Firmin Lambot. L'abandon du Belge Jules Masselis est à noter, il reste seulement 12 coureurs encore en lice.
- 15 juillet : le Français Honoré Barthélémy gagne la 9e étape du Tour de France Marseille-Nice qui après un 1er passage à Nice emprunte les cols de Braus, de Castillon et la Turbie (la boucle de Sospel), en arrivant 6 minutes et 9 secondes avant l'Italien Luigi Lucotti. Le Français Jean Alavoine termine 4e à 16 minutes 12 secondes et le Belge Firmin Lambot termine 6e dans le même temps qu'Alavoine. Le Français Eugène Christophe 7e à 20 minutes 12 secondes. Christophe perd du temps sur ses rivaux au classement général, il ne possède plus que 26 minutes et 23 secondes d'avance sur le Belge Firmin Lambot 2e et 43 minutes et 34 secondes sur son compatriote Jean Alavoine 3e.
- 17 juillet : le Français Honoré Barthélémy gagne la 10e étape du Tour de France Nice-Grenoble qui emprunte les cols d'Allos et Bayard, il devance le second Le Français Jean Alavoine de 12 minutes et 19 secondes. Le Belge Firmin Lambot est 3e à 12 minutes et 58 secondes, le Français Eugène Christophe est 4e à 16 minutes et 2 secondes et garde sa place de leader. Après l'abandon du Français Félix Goethals il ne reste plus que 11 coureurs en lice. Au classement général Christophe possède encore 23 minutes et 19 secondes sur Lambot et 39 minutes et 51 secondes sur Alavoine.
- 19 juillet : le leader du Tour de France le Français Eugène Christophe revêt pour la première fois le maillot jaune au départ de la 11e étape Grenoble-Genève qui passe par les cols du Galibier, du Télégraphe et des Aravis. Ce maillot est créé pour distinguer le premier au classement général des autres coureurs. Ne cherchez pas ce maillot dans un musée. Lors de l'enterrement de Christophe en février 1970 , ce dernier est enterré avec cette tunique jaune. L'étape est remportée par Honoré Barthélémy pour 10 minutes et 8 secondes devant le l'Italien Luigi Lucotti, le Français Jean Alavoine règle au sprint pour la 3e place son compatriote Eugène Christophe et le Belge Firmin Lambot. Pas de changement au classement général pour les 3 coureurs prétendants à la victoire finale.
- 20 juillet : le Néerlandais Frits Wiersma devient champion des Pays-Bas sur route.
- 21 juillet l'Italien Luigi Lucotti gagne la 12e étape du Tour de France Genève-Strasbourg, qui emprunte le col de la Faucille, dans un sprint à 7 où figurent tous les 3 favoris.
- 21 juillet : le Belge Isidore Mechant gagne le Grand Prix de l'Escaut.
- 23 juillet : l'Italien Luigi Lucotti gagne la 13e étape du Tour de France Strasbourg-Metz au sprint devant le Français Honoré Barthélémy. Arrivé 4e de l'étape le leader Français Eugène Christophe prend 4 minutes et 46 secondes au Belge Firmin Lambot arrivé 6e à 7 minutes 35 secondes et à son compatriote Jean Alavoine 8e à 12 minutes 27 secondes. Au classement général, Lambot se retrouve à 28 minutes et 5 secondes de Christophe, le Français Jean Alavoine 3e est à 49 minutes et 29 secondes du leader.
- 25 juillet : le Belge Firmin Lambot gagne la 14e étape du Tour de France Metz-Dunkerque et prend le maillot jaune. Il profite des malheurs du Français Eugène Christophe qui, sur les pavés, casse sa fourche à l'entrée de Raismes. Ce dernier répare seul dans une forge et finit l'étape mais perd le maillot jaune. Il arrive avec 2 heures 28 minutes et 58 secondes de retard et au classement général devient 3e à 2 heures et 53 secondes de Lambot. Le second au classement général est le Français Jean Alavoine qui, perdant plus d'une heure sur les pavés, est à 1 heure 53 minutes et 3 secondes.
- 27 juillet : Firmin Lambot remporte le Tour de France. Le Français Jean Alavoine termine second à 1 heure 42 minutes et 54 secondes et regrette d'avoir perdu sur le bas-côté une demi-heure lors de la première étape pendant laquelle il s'est interrogé s'il abandonnait ou non. Il gagne cependant la 15e et ultime étape Dunkerque-Paris au sprint devant ses 4 compagnons d'échappée, Lambot lâché termine l'étape 7e et perd 10 minutes et 9 secondes. Le Français Eugène Christophe (10e de l'étape à 35 minutes 47 secondes) qui avait perdu toutes ses chances en brisant et en réparant sa fourche à Raismes (c'est la deuxième fois que cela lui arrive) termine troisième à 2 heures 26 minutes et 31 secondes. Il n'y a que 10 coureurs classés. Le dernier éliminé est le Français Paul Duboc qui reçoit cette sanction à l'arrivée. Le pauvre Duboc pour réparer son vélo a du trouver une forge dans la dernière étape. Un automobiliste lui a proposé de l'amener à la forge la plus proche et de le ramener au même endroit sitôt la réparation faite. Ce que Duboc a accepté. Cette fois-ci le pauvre Duboc n'obtient pas de clémence. Jamais si peu de coureurs ont fini un Tour de France.

### Août
27 août : le Belge Henri Moerenhout gagne la première édition du Tour du Limbourg.
31 août : 4e manche du championnat d'Italie sur route, l'Italien Costante Girardengo gagne le Tour d'Émilie pour la deuxième année d'affilée.

### Septembre
7 septembre : l'Italien Arturo Ferrario gagne le Tour d'Ombrie. L'épreuve ne reprendra qu'en 1922.
7 septembre : le Belge Jean Rossius devient champion de Belgique sur route.
11 septembre : le Belge Jules Van Evel gagne le Championnat des Flandres.
14 septembre : l'Italien Ruggero Ferrario gagne la première édition du Trophée Bernocchi.
20 septembre : 5e manche du championnat d'Italie sur route, l'Italien Alfredo Sivocci gagne Rome-Naples-Rome.
28 septembre : le Belge Léon Devos gagne Liège-Bastogne-Liège.

### Octobre
5 octobre : 6e manche du championnat d'Italie sur route, l'Italien Costante Girardendo gagne Milan-Modène.
5 octobre : l'Allemand Richard Golle devient champion d'Allemagne sur route.
5 octobre : le Français Henri Pélissier devient champion de France sur route.

### Novembre
- 2 novembre : 7e manche du championnat d'Italie sur route, l'Italien Costante Girardengo gagne le Tour de Lombardie. Il devient ainsi champion d'Italie sur route pour la troisième fois.
- 11 novembre : le Français Jean Alavoine gagne le Grand Prix de l'Armistice, disputé entre Strasbourg et Paris.